# Lambert Brockmann
Lambert Brockmann (* 3. Dezember 1875 in Papenburg; † 21. September 1947 in Brockhusen bei Wipperfürth) war ein deutscher Politiker (Zentrum).

## Leben
Brockmann studierte Rechtswissenschaften in Freiburg im Breisgau, Berlin und Bonn. Seit 1897 war er Mitglied der katholischen Studentenverbindung KDStV Bavaria Bonn und später wurde er noch ehrenhalber Mitglied KDStV Franconia Aachen, beide im CV. Nach dem Studium wurde er zum Doktor der Rechte promoviert.
Seit 1906 war er Rechtsanwalt in Düsseldorf. Er war stellvertretender Zentrums-Vorsitzender in Düsseldorf, Vorsitzender des Zentralverbands katholischer Männervereinigungen Düsseldorf und Aufsichtsratsvorsitzender verschiedener Aktien- und Versicherungsgesellschaften.
Von 1913 bis 1918 war er Mitglied des Preußischen Abgeordnetenhauses. Er vertrat dabei den Wahlkreis Düsseldorf 4.